# 이바라키 대학
이바라키 대학(일본어: 茨城大学, Ibaraki University)은 일본의 국립 대학이다. 대학 본부는 이바라키현 미토시에 있다.

## 연혁
이바라키 대학은 1949년에 미토 고등학교(水戶高等學校), 이바라키 사범학교(茨城師範學校), 이바라키 청년 사범학교(茨城靑年師範學校), 다가 공업 전문학교(多賀工業專門學校)를 통합하여 설립되었다. 1952년에는 이바라키 현립 농과대학(茨城縣立農科大學)을 통합하여 농학부를 설치하였다.
- 1949년 : 이바라키 대학 발족 (학부: 문리학부, 교육학부, 공학부).
- 1952년 : 이바라키 현립 농과대학을 통합. 농학부 설치.
- 1955년 : 공업 단기대학부 설치.
- 1967년 : 문리학부를 분리: 인문학부, 이학부, 교양부.
- 1968년 : 대학원 석사과정(공학) 설치.
- 1993년 : 공업 단기대학부 폐쇄. 대학원 박사과정(공학) 설치.
- 1996년 : 교양부 폐쇄.

이하, 이바라키 대학에 통합된 구 학교들의 연혁이다.
- 1920년 : 미토 고등학교 설립.
- 1945년 : 전쟁으로 인해 교사 소실.
- 1948년 : 현 미토(水戶) 캠퍼스로 이전.
- 1949년 : 이바라키 대학 문리학부가 됨.

- 1874년 1월 : 구 니하리 현(新治縣)이 소학사범학교(小學師範學校) 설립.
- 1874년 3월 : 구 이바라키현이 확충사범학교(擴充師範學校) 설립.
- 1875년 : 현 이바라키 현 성립.
- 1876년 : 이바라키 사범학교(茨城師範學校)로 개칭.
- 1886년 : 이바라키 현 심상 사범학교로 개칭.
- 1898년 : 이바라키 현 사범학교로 개칭.
- 1903년 : 남자 사범학교와 여자 사범학교를 분리.
- 1943년 : 남자 사범학교를 여자 사범학교와 통합. 관립 이바라키 사범학교로 승격.
- 1945년 : 전쟁으로 인해 교사 소실.
- 1949년 : 이바라키 대학 교육학부가 됨.

- 1903년 : 이바라키 현립 농업학교(茨城縣立農學校) 부속 농업교원 양성소(附屬農業敎員養成所) 설립.
- 1913년 : 양성소 폐쇄.
- 1917년 : 이바라키 현립 농업학교 농업교원 양성과 설치.
- 1922년 : 이바라키 현립 농업보습학교 교원 양성소(茨城縣立農業補習學校敎員養成所)로 개칭.
- 1935년 : 이바라키 현립 청년학교 교원 양성소(茨城縣立靑年學校敎員養成所)로 개칭.
- 1944년 : 관립 이바라키 청년 사범학교로 승격.
- 1949년 : 이바라키 대학 교육학부가 됨.

- 1939년 : 다가 고등 공업학교(多賀高等工業學校) 설립.
학과: 기계과, 정밀기계과, 원동기계과(原動機械科), 전기과, 금속공업과.
- 1941년 : 현 히타치(日立) 캠퍼스로 이전.
- 1942년 : 통신공학과 설치.
- 1944년 : 다가 공업 전문학교로 개칭.
- 1949년 : 이바라키 대학 공학부가 됨.

- 1946년 : 사립 가스미가우라 농과대학(霞ヶ浦農科大学) 설립.
- 1947년 : 대학 경영 악화.
- 1949년 : 이바라키현이 대학을 인수. 이바라키 현립 농과대학으로 개칭.
전공: 농학, 농업경제, 축산, 농예화학.
- 1950년 : 신제대학이 됨.
- 1952년 : 이바라키 대학 농학부가 됨.

## 캠퍼스

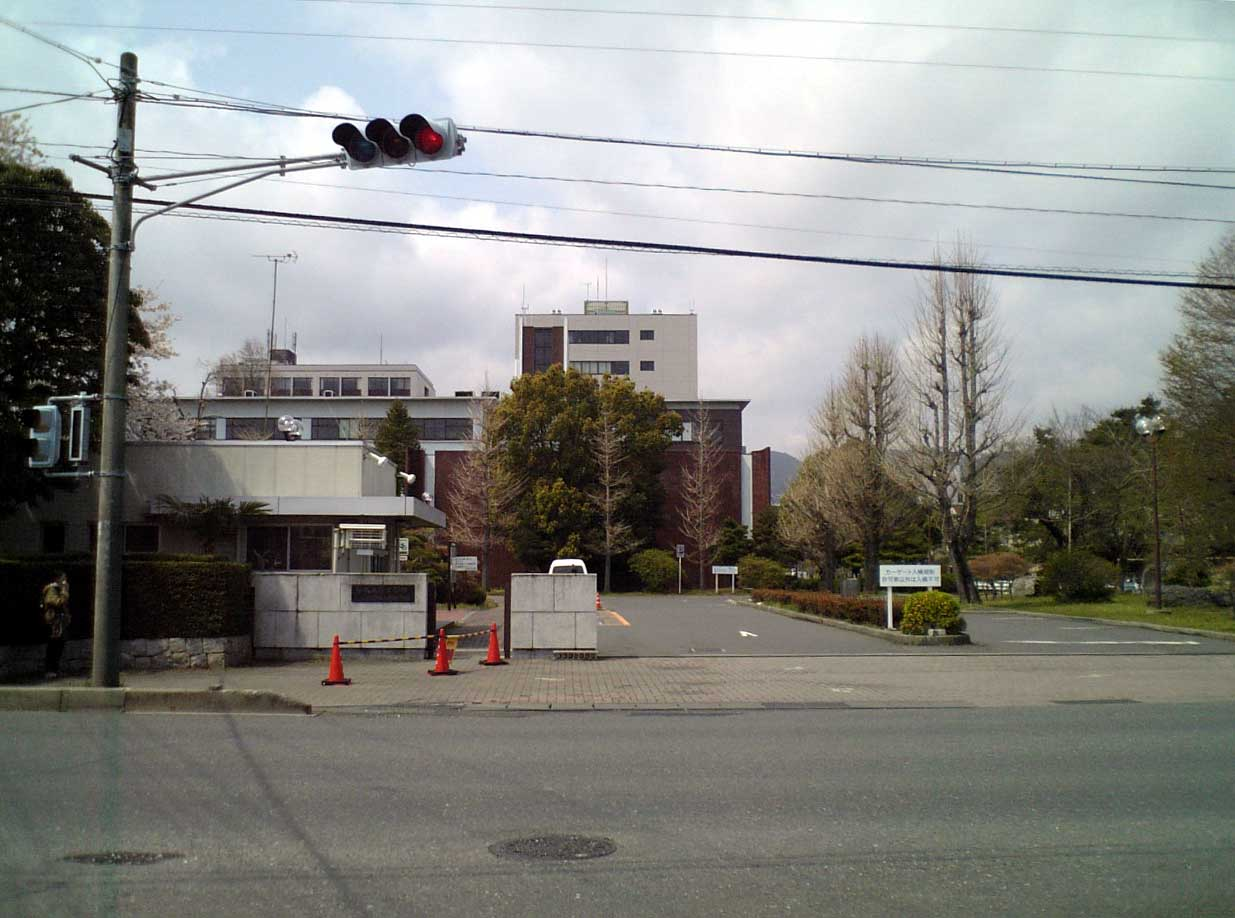
히타치 캠퍼스 (공학부)

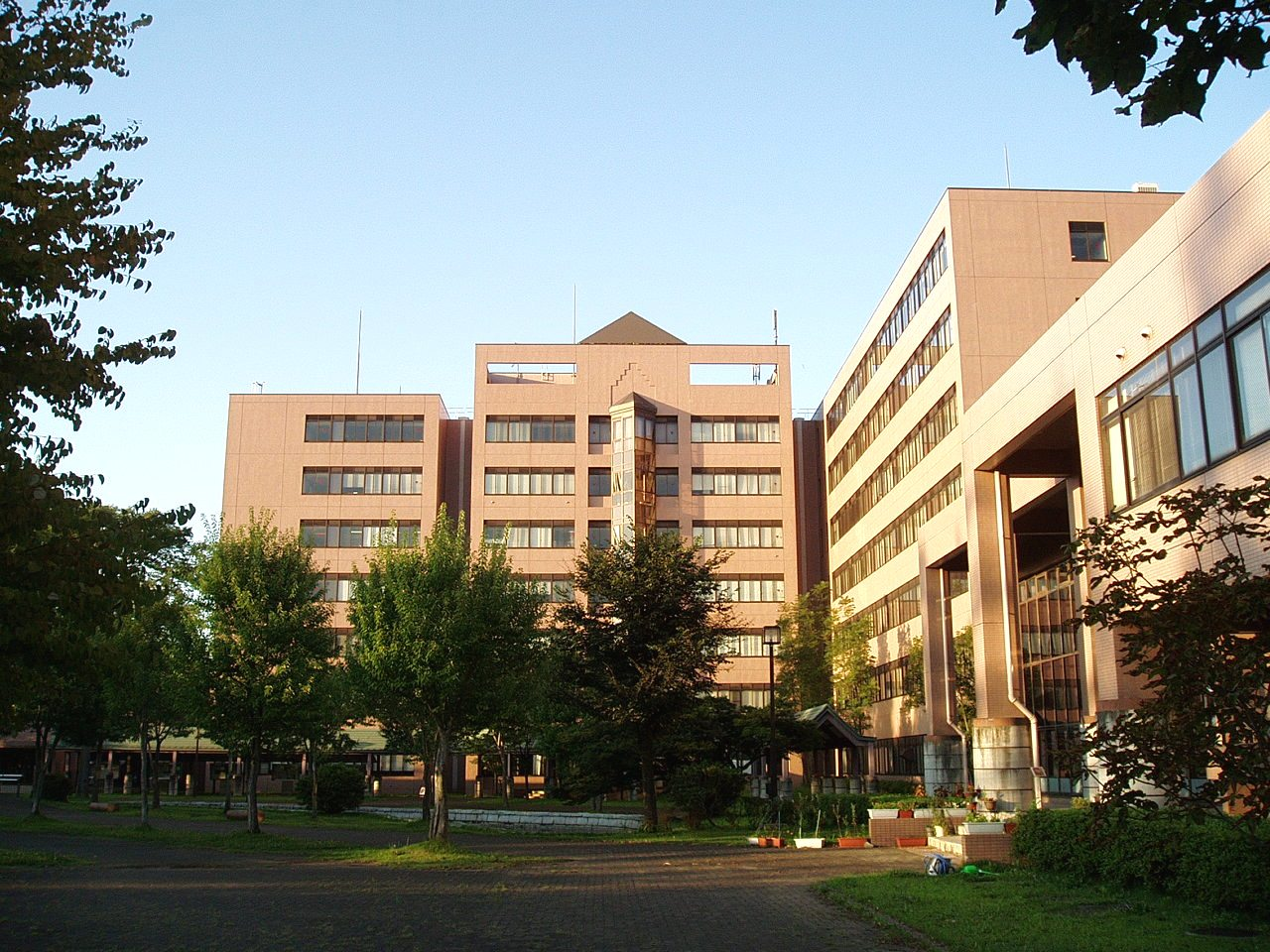
아미 캠퍼스 (농학부)

- 미토(水戶) 캠퍼스: 대학 본부 캠퍼스.
- 이바라키현 미토시 분쿄(文京) 2-1-1.
- 히타치(日立) 캠퍼스: 공학부 캠퍼스.
- 이바라키 현 히타치시(日立市) 나카나루사와초(中成澤町) 4-12-1.
- 아미(阿見) 캠퍼스: 농학부 캠퍼스.
- 이바라키 현 이나시키군(稻敷郡) 아미 정(阿見町) 주오(中央) 3-21-1.

## 조직

### 학부
- 인문학부
  - 인문 커뮤니케이션 학과
  - 사회과학과
- 교육학부
  - 학교교원 양성 과정
  - 양호교사 양성 과정
  - 정보문화 과정
  - 인간환경 교육 과정
- 이학부
  - 수학 · 정보 수리 코스
  - 물리학 과정
  - 화학 과정
  - 생물 과학 코스
  - 지구 환경 과학 코스
  - 학제 과학 과정
  - 대학원이 공학 연구과
- 공학부
  - 기계 공학과
  - 생체분자 기능 공학과
  - 재료(Material) 공학과
  - 전기 전자 공학과
  - 미디어 통신 공학과
  - 정보 공학과
  - 도시 시스템 공학과
  - 지능 시스템 공학과
- 농학부
  - 생물생산과학과
  - 자원생물과학과
  - 지역환경과학과

### 대학원
- 인문과학 연구과 (석사 과정)
- 교육학 연구과 (석사 과정)
- 이공학 연구과
- 농학 연구과 (석사 과정)
- 연합 농학 연구과 (본부: 도쿄 농공대학. 박사 과정)

### 부속기관
- 도서관
- IT 기반 센터
- 광역 수권(水圈) 환경과학 교육연구 센터
- 유전자 실험 시설
- 유학생 센터
- 이즈라(五浦) 미술문화 연구소
- 지역 종합 연구소
- 교육학부 부속 학교 (초등학교, 중학교, 유치원, 특별지원학교)